# James Dyson
Sir James Dyson (Cromer, 2 maggio 1947) è un inventore, designer e imprenditore britannico, fondatore dell'azienda Dyson. È principalmente conosciuto come inventore dell'aspirapolvere senza sacchetto Dual Cyclone, che lavora sul principio del ciclone.
È stato direttore del Royal College of Art dall'agosto 2011 al luglio 2017. Secondo Bloomberg è il 66° uomo più ricco del mondo nel dicembre 2020 con un patrimonio di 23,5 miliardi di dollari..

## Biografia
Nato a Cromer, Norfolk, James Dyson studia alla Gresham's School, un collegio nei pressi di Norfolk, fino al 1965 quando il padre muore. Eccelleva nelle corse a lunga distanza: "Ero abbastanza bravo in questo, non perché ero fisicamente robusto, ma perché avevo più determinazione, ho imparato la determinazione proprio da questo".  Frequenta per un anno la Byam Shaw School of Art per poi studiare mobili e interior design fino al 1970 al Royal College of Art.
Comincia subito ad inventare già nell'ultimo anno di frequenza al Royal College of Art, contribuendo alla progettazione del Sea Truck, un motore su acqua a scafo piatto ideato da Jeremy Fry e in grado di approdare su qualsiasi spiaggia. La sua prima invenzione originale è il Ballbarrow, una versione modificata di una carriola in plastica che utilizza una ruota sferica, come un palloncino, al posto della stretta ruota normale in modo da non rimanere bloccati nel fango, vincendo il premio Building Design Innovation nel 1977. L'episodio sarà poi descritto nel programma televisivo  Tomorrow's World della BBC. Dyson, nel frattempo diventato responsabile della divisione specializzata in attrezzature marittime della Rotor Company, inventa il Trolleyball, un carrello per mettere in mare le barche. E in seguito progetta la Wheelboat, un veicolo fuoristrada che può andare anche sull'acqua viaggiando a una velocità di 64 chilometri all'ora. 

### L'idea rivoluzionaria
Nel 1978, mentre rinnova la sua casa nel Cotswolds dopo avere lasciato l'azienda, James Dyson nota che il filtro dell'aria nella cabina di verniciatura della Ballbarrow risulta costantemente ostruito dalle particelle di polvere (proprio come un sacchetto di aspirapolvere). Così disegna e costruisce una torretta ciclonica industriale, in grado di eliminare le particelle esercitando spinte centrifughe centomila volte maggiori della forza di gravità. A quel punto si domanda se avrebbe potuto applicare lo stesso principio a un aspirapolvere. E si mette al lavoro: dopo 5 anni e 5.127 prototipi viene alla luce il primo aspirapolvere senza sacchetto al mondo con il marchio Dyson, il Dual Cyclone. È del 1983 il primo prototipo di aspirapolvere che corrisponde esattamente a quello che ha in mente, una macchina rosa molto postmoderna chiama G-Force, che in seguito diventerà la copertina di Design Magazine.
Dal 1982 al 1984 James Dyson viaggia tra il Regno Unito e l'Europa  alla ricerca di qualcuno interessato alla produzione del prodotto.  Le multinazionali si mostrano scettiche a investire in quanto ciò avrebbe significato la fine del mercato delle borse aftermarket, le borse usa e getta, che solo nel Regno Unito vale più di 100 milioni di sterline. Finalmente nel 1985 trova in Giappone un'azienda importatrice che gli dà fiducia. Le prime vendite del G-Force (il primo aspirapolvere Dual Cyclone) sono buone, addirittura ogni aspirapolvere viene venduto in Giappone a più di 2.000 dollari, diventando anche un simbolo sociale dopo aver ottenuto nel 1991 il premio dell'International Design Fair a Tokyo. Riesce anche nel 1986 a concedere la licenza per il Nord America alla Fantom Technologies: durerà sino al 2001, anno in cui l'azienda di Dyson entra direttamente in quel mercato.

#### Il primo Dyson
Con i proventi della licenza giapponese, James Dyson decise di produrre direttamente in Gran Bretagna un nuovo modello, che avrebbe portato il suo nome, aprendo nel giugno del 1993 il centro ricerche e lo stabilimento nel Wiltshire, non lontano da casa sua. E lì mette a punto una macchina in grado di raccogliere anche le più minute particelle di polvere (microscopiche quanto il fumo di sigaretta). Il risultato è il DCO1, il primo di una gamma di apparecchi ad aspirazione costante. Quindi è la volta del Dyson Dual Cyclone in cui il sacchetto tradizionale è sostituito da due camere cicloniche che la polvere non può ostruire. Una volta che il ciclone esterno ha isolato le macroparticelle di polvere e sporco, il ciclone interno accelera ulteriormente il vortice d'aria per eliminare anche le microparticelle nocive per la salute. Sarà l'aspirapolvere più venduto nel Regno Unito grazie anche uno slogan felice: "Dì addio alla Borsa", alla borsa cioè usa e getta. In seguito verrà realizzato un altro aspirapolvere innovativo, il Root 8 Cyclone, in grado di aspirare il 45% in più di un Dual Cyclone grazie alla suddivisione del flusso d'aria in otto piccoli cicloni.
Dopo il successo, altri importanti produttori iniziano a commercializzare i propri aspirapolvere ciclonici.  Nel 1999 Dyson cita in giudizio Hoover (Regno Unito) per violazione di brevetto.  L'Alta Corte stabilisce che Hoover ha deliberatamente copiato una parte fondamentale dei suoi progetti brevettati già a partire dal 1980 nel realizzare la sua gamma di aspirapolvere senza sacchetto Triple Vortex. Hoover accetterà di pagare un risarcimento di 4 milioni di sterline. 
Nel 2005 Dyson incorpora la sfera della ruota dal suo concetto di Ballbarrow in un aspirapolvere. Questa palla, piuttosto che le ruote statiche esistenti, ha permesso di diventare il prodotto più orientabile, e quindi più maneggevole negli angoli. 
A metà del 2014 Dyson presenta personalmente a Tokyo il suo nuovo aspirapolvere robotico "360 Eye". L'ingresso di Dyson in questo segmento di mercato comprende la scansione e la mappatura a 360° per muoversi, la separazione ciclonica delle polveri, un motore digitale progettato su misura per aspirazione elevata, battistrada per trazione, una barra di spazzolatura a tutta larghezza e interfaccia utente tramite iOS o App per Android.

### L'auto elettrica Digital Motor
Nel 2017 la società spende 7 milioni di sterline a settimana per la ricerca e lo sviluppo di nuovi prodotti, diventando il maggiore investitore del Regno Unito nella ricerca di robotica e intelligenza artificiale; impiega oltre 3.500 ingegneri e scienziati ed è impegnata in più di 40 programmi di ricerca universitaria dopo avere aperto nel marzo 2016 un secondo centro di ricerca e sviluppo multimilionario a Hullavington, nello Wiltshire, una sede del Ministero della Difesa e realizzato tra due enormi hangar della Royal Air Force.
Nel settembre 2017 Dyson annuncia il progetto di realizzare un veicolo elettrico che dovrebbe essere pronto nel 2020.  In poco tempo ha già investito nel progetto 2,7 miliardi di sterline, ha depositato il marchio che si chiama Digital Motor, ha raccolto una squadra di 200 ricercatori triplicando il numero dei dipendenti del gruppo. Secondo quanto riferito, il veicolo sarà alimentato da una batteria allo stato solido, probabilmente fornita da Sakti3, il primo modello sarà rivolto alla fascia alta del mercato ma sono già in fase di progettazione altri due modelli a buon mercato. Se il laboratorio di ricerca è in Gran Bretagna, la produzione sarà effettuata a Singapore, uno dei paesi (l'altro è la Malaysia) in cui Dyson fa realizzare anche tutti i suoi elettrodomestici, dall'aspirapolvere alle lavatrici. Particolare questo che ha sempre sollevato polemiche.
Dyson ha annunciato l'11 ottobre 2019 la cancellazione del programma di sviluppo dei veicoli a batteria, valutato non sostenibile dal punto di vista commerciale.

## Altre invenzioni
Nel 2000 Dyson amplia la gamma di elettrodomestici includendo una lavatrice chiamata ContraRotator,  con due tamburi rotanti che si muovono in direzioni opposte.  La gamma è decorata con i colori luminosi Dyson al posto dei tradizionali bianco, grigio o nero della maggior parte degli altri apparecchi.  Non è stato un successo commerciale e non è più disponibile.
Nel 2002 realizza illusioni ottiche raffigurate nelle litografie dell'artista olandese MC Escher.  L'ingegnere Derek Phillips è stato in grado di portare a termine l'incarico dopo un anno di lavoro, creando una scultura d'acqua in cui l'acqua sembra scorrere fino alle cime di quattro rampe disposte in un quadrato, prima di scendere a cascata sul fondo della rampa successiva.  La creazione, intitolata Wrong Garden, è stata esposta al Chelsea Flower Show nel 2003. L'illusione si realizza con acqua contenente bolle d'aria pompate attraverso una camera al di sotto delle rampe di vetro trasparente fino a una fessura nella parte superiore da cui la maggior quantità d'acqua scende a cascata.  Questo fa sembrare che l'acqua stia fluendo verso l'alto, quando in realtà una piccola quantità di acqua deviata dalla fessura nella parte superiore scorre indietro lungo le rampe in uno strato sottile. 
Nell'ottobre 2006 Dyson lancia Dyson Airblade, un asciugamani veloce che utilizza un sottile foglio di aria mobile come un seccatoio per rimuovere l'acqua, piuttosto che tentare di evaporarlo con il calore.  Ciò consente un'asciugatura più rapida, mentre utilizza molta meno energia rispetto agli asciugamani elettrici tradizionali. Un altro prodotto, lanciato il 18 ottobre 2009, si chiama Air Airplierer. Oltre a una ventola di raffreddamento, sono disponibili anche un modello che distribuisce il calore prodotto elettricamente e un modello di umidificatore a ultrasuoni. 
Nell'aprile 2016 Dyson lancia Dyson Supersonic, un asciugacapelli con un motore più piccolo posizionato nella maniglia in modo da fornire un bilanciamento migliore e dimensioni più ridotte, oltre a un funzionamento più silenzioso.

## Opere
- (con Giles Coren), Against The Odds: An Autobiography, Londra, Orion Publishing, 1997 ISBN=0-7528-0981-4

## Onorificenze

### Premi
Design Week;
EM Entrepreneur of the Year;
PW-WEB Award;
Prince Philip Designers Prize;
Institution of Engineering Designers;
Industrial Design Prize of America;
DBA Award;
Independent Electrical Retailer Award;
European Design Prize;
Minerva Award etc.